# Une femme dans la Lune
Une femme dans la Lune (titre original (de) : Frau im Mond) est un roman de science-fiction de la romancière et scénariste allemande Thea von Harbou paru en 1928 et traduit en français en 1929.

## Édition française
- Thea von Harbou, Une femme dans la Lune, traduit et adapté de l'allemand par Mathilde Zeys, Éditions Cosmopolites, coll. « Collection du Lecteur », 1929, 253 p.
- Thea von Harbou, Une femme dans la Lune, Éditions Terre de Brume, coll. « Terra Incognita » no 4, 2016.

## Adaptation cinématographique
- 1929 : La Femme sur la Lune, film muet allemand écrit et réalisé par Fritz Lang. Le scénario est écrit en collaboration l'auteur du roman, Thea von Harbou, qui est également la femme du réalisateur